# Grande Prêmio da Europa de 2001
Resultados do Grande Prêmio da Europa de Fórmula 1 (formalmente XLV Warsteiner Grand Prix of Europe) realizado em Nürburgring em 24 de junho de 2001. Nona etapa da temporada, foi vencido pelo alemão Michael Schumacher, da Ferrari.

## Corrida
| Pos.   | Nº | Piloto                | Construtor       | Voltas | Tempo/Diferença | Grid | Pontos |
| ------ | -- | --------------------- | ---------------- | ------ | --------------- | ---- | ------ |
| 1      | 1  | Michael Schumacher    | Ferrari          | 67     | 1:29:42.724     | 1    | 10     |
| 2      | 6  | Juan Pablo Montoya    | Williams-BMW     | 67     | + 4.127         | 3    | 6      |
| 3      | 4  | David Coulthard       | McLaren-Mercedes | 67     | + 24.993        | 5    | 4      |
| 4      | 5  | Ralf Schumacher       | Williams-BMW     | 67     | + 33.345        | 2    | 3      |
| 5      | 2  | Rubens Barrichello    | Ferrari          | 67     | + 45.495        | 4    | 2      |
| 6      | 3  | Mika Häkkinen         | McLaren-Mercedes | 67     | + 1:04.868      | 6    | 1      |
| 7      | 18 | Eddie Irvine          | Jaguar-Cosworth  | 67     | + 1:06.198      | 12   |        |
| 8      | 19 | Pedro de La Rosa      | Jaguar-Cosworth  | 66     | + 1 volta       | 16   |        |
| 9      | 10 | Jacques Villeneuve    | BAR-Honda        | 66     | + 1 volta       | 11   |        |
| 10     | 17 | Kimi Räikkönen        | Sauber-Petronas  | 66     | + 1 volta       | 9    |        |
| 11     | 7  | Giancarlo Fisichella  | Benetton-Renault | 66     | + 1 volta       | 15   |        |
| 12     | 23 | Luciano Burti         | Prost-Acer       | 65     | + 2 voltas      | 17   |        |
| 13     | 8  | Jenson Button         | Benetton-Renault | 65     | + 2 voltas      | 20   |        |
| 14     | 21 | Fernando Alonso       | Minardi-European | 65     | + 2 voltas      | 21   |        |
| 15     | 22 | Jean Alesi            | Prost-Acer       | 64     | Spun off        | 14   |        |
| Ret    | 14 | Jos Verstappen        | Arrows-Asiatech  | 58     | Motor           | 19   |        |
| Ret    | 16 | Nick Heidfeld         | Sauber-Petronas  | 54     | Driveshaft      | 10   |        |
| Ret    | 11 | Heinz-Harald Frentzen | Jordan-Honda     | 48     | Spun off        | 8    |        |
| Ret    | 12 | Jarno Trulli          | Jordan-Honda     | 44     | Transmissão     | 7    |        |
| Ret    | 15 | Enrique Bernoldi      | Arrows-Asiatech  | 29     | Câmbio          | 18   |        |
| Ret    | 9  | Olivier Panis         | BAR-Honda        | 23     | Pane elétrica   | 13   |        |
| Ret    | 20 | Tarso Marques         | Minardi-European | 7      | Pane elétrica   | 22   |        |
| Fonte: |    |                       |                  |        |                 |      |        |

## Tabela do campeonato após a corrida
| Pos.   | Piloto             | Pontos |
| ------ | ------------------ | ------ |
| 1      | Michael Schumacher | 68     |
| 2      | David Coulthard    | 44     |
| 3      | Rubens Barrichello | 26     |
| 4      | Ralf Schumacher    | 25     |
| 5      | Juan Pablo Montoya | 12     |
| Fonte: |                    |        |

| Pos.   | Construtor       | Pontos |
| ------ | ---------------- | ------ |
| 1      | Ferrari          | 94     |
| 2      | McLaren-Mercedes | 53     |
| 3      | Williams-BMW     | 37     |
| 4      | Sauber-Petronas  | 15     |
| 5      | Jordan-Honda     | 13     |
| Fonte: |                  |        |

- Nota: Somente as primeiras cinco posições estão listadas.